# 黒保根町八木原
黒保根町八木原（くろほねちょうやぎはら）は、群馬県桐生市の町名。音便上、「やぎわら」とも発音される。郵便番号は376-0142。

## 地理

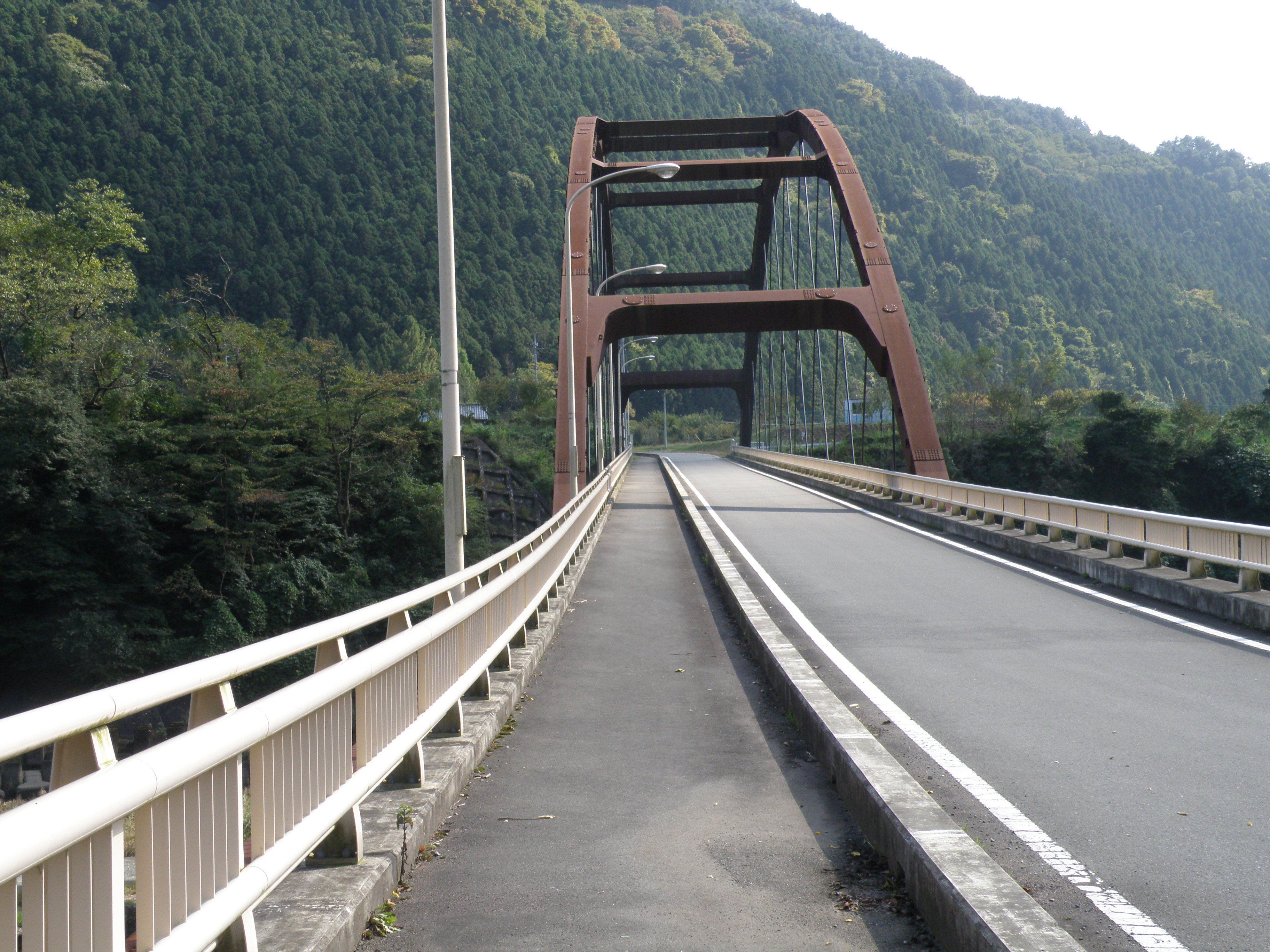
渡良瀬川に架かる黒保根大橋

桐生市の西北部、黒保根町の南部にあたり、渡良瀬川の左岸に位置する。川沿いに民家が点在し田畑や養鶏場がある。南側に荒神山がある。旧黒保根村八木原にあたり、黒保根町水沼・上田沢・下田沢・宿廻とともに桐生市第二十二区に属する。北部から東北部にかけて黒保根町水沼に、東部はみどり市大間々町塩原に、南部はみどり市大間々町塩沢に、西南部は黒保根町宿廻に、西部は黒保根町下田沢にそれぞれ接する。水沼駅に近いが、黒保根大橋の完成以前は上流の橋に大きく迂回する必要があった。

### 河川
- 渡良瀬川 - 地域北辺を西流する。

### 山岳
- 荒神山 - 地域南部、みどり市との境界線上に位置する。

## 歴史

### 沿革
- 1889年（明治22年）4月1日 - 町村制施行により、八木原村から黒保根村の大字の一つとなる。
- 2005年（平成17年）6月13日 - 黒保根村が桐生市に編入し、桐生市黒保根町の地区となる。

## 世帯数と人口
2022年（令和4年）2月28日現在の世帯数と人口は以下の通りである。
| 町丁           | 世帯数 | 人口 |
| -------------- | ------ | ---- |
| 黒保根町八木原 | 22世帯 | 46人 |

## 小・中学校の学区
市立小・中学校に通う場合、学区は以下の通りとなる。
| 番地 | 義務教育学校       |
| ---- | ------------------ |
| 全域 | 桐生市立黒保根学園 |

## 交通

### 鉄道
- 地内に鉄道は敷かれていないが、黒保根町水沼にあるわたらせ渓谷鐵道水沼駅が最寄り駅になる。

### バス
- 地内にバス路線は通じていないが、黒保根町水沼にある水沼駅前停留所が最寄りのバス停になる。

### 道路
- 群馬県道257号根利八木原大間々線

## 施設
- 八木原集会所
- 荒神山展望台
- 山村体験型施設用地

## 社寺
- 龍禅寺
- 十二山神社

## 避難所
- 八木原集会所（土砂災害時の緊急避難場所）[6]